# Wielersport op de Olympische Zomerspelen 2012 – Omnium vrouwen
Op de Olympische Zomerspelen 2012 in Londen vond het wieleronderdeel omnium voor vrouwen plaats op 6 en 7 augustus in het London Velopark.

## Format
Bij het onderdeel omnium moeten de deelnemende renners zes verschillende onderdelen fietsen. Tijdens deze onderdelen worden er punten uitgedeeld, 1 punt voor de eerste en 18 punten voor de laatste. Degene die na alle zes de onderdelen de minste punten heeft gekregen is de winnaar van het omnium.

### Onderdelen
| Onderdeel                 | Afkorting | Afstand         | Uitleg |
| ------------------------- | --------- | --------------- | --- |
| Vliegende ronde           | FL        | 250 m (1 ronde) | Een rijder moet een ronde van 250 meter afleggen met een vliegende start. |
| Puntenkoers               | PR        | 20 km           | Alle renners moeten tegelijk op de baan en iedere 2 km zijn er punten te verdienen voor de eerste vier renners. Daarnaast zijn er 20 punten voor diegene die een ronde voorsprong pakt. Degene met de meeste punten aan het einde van de koers is de winnaar. |
| Afvalkoers                | ER        | 34 rondes       | Iedere twee rondes valt de laatste rijder af tot er een winnaar overblijft. |
| Individuele achtervolging | IP        | 3 km            | Twee rijders starten tegen over elkaar op de baan en rijden 3 kilometer tegen de klok. |
| Scratch                   | SR        | 10 km           | Een race over 15 kilometer, de eerste over de finish wint. |
| Tijdrit                   | TT        | 500 m           | Iedere renner rijdt 1 kilometer tegen de klok. |

## Einduitslag
| Rang   | Naam               | Land |    | Onderdeel scores | Onderdeel scores | Onderdeel scores | Onderdeel scores | Onderdeel scores | Onderdeel scores |  | Totaal |
| Rang   | Naam               | Land | FL | PR               | ER               | IR               | SR               | TT               |                  |  | Totaal |
| ------ | ------------------ | ---- | -- | ---------------- | ---------------- | ---------------- | ---------------- | ---------------- | ---------------- |  | ------ |
| Goud   | Laura Trott        | GBR  |    | 1                | 10               | 1                | 2                | 3                | 1                |  | 18     |
| Zilver | Sarah Hammer       | USA  | 5  | 5                | 2                | 1                | 2                | 4                | 19               |  |        |
| Brons  | Annette Edmondson  | AUS  | 3  | 11               | 3                | 4                | 1                | 2                | 24               |  |        |
| 4      | Tara Whitten       | CAN  | 7  | 3                | 8                | 3                | 6                | 10               | 37               |  |        |
| 5      | Jolien D'Hoore     | BEL  | 10 | 4                | 6                | 8                | 5                | 12               | 45               |  |        |
| 6      | Kirsten Wild       | NED  | 4  | 16               | 5                | 6                | 4                | 15               | 50               |  |        |
| 7      | Jo Kiesanowski     | NZL  | 16 | 7                | 7                | 11               | 7                | 7                | 55               |  |        |
| 8      | Marlies Mejias     | CUB  | 8  | 12               | 9                | 9                | 14               | 5                | 57               |  |        |
| 9      | Tatsiana Sharakova | BLR  | 12 | 2                | 15               | 5                | 12               | 13               | 59               |  |        |
| 10     | Evgenia Romanyuta  | RUS  | 15 | 6                | 4                | 10               | 10               | 16               | 61               |  |        |
| 11     | Malgorzata Wojtyra | POL  | 13 | 1                | 10               | 12               | 13               | 14               | 63               |  |        |
| 12     | Huang Li           | CHN  | 9  | 15               | 16               | 13               | 8                | 6                | 67               |  |        |
| 13     | Leire Olaberria    | ESP  | 6  | 13               | 12               | 14               | 16               | 8                | 69               |  |        |
| 14     | Clara Sanchez      | FRA  | 2  | 18               | 13               | 18               | 18               | 3                | 72               |  |        |
| 15     | Lee Min-Hye        | KOR  | 14 | 14               | 11               | 15               | 9                | 11               | 74               |  |        |
| 16     | María Luisa Calle  | COL  | 18 | 8                | 14               | 7                | 11               | 18               | 76               |  |        |
| 17     | Hsiao Mei-yu       | TPE  | 11 | 17               | 17               | 16               | 15               | 9                | 85               |  |        |
| 18     | Angie González     | VEN  | 17 | 9                | 18               | 17               | 17               | 17               | 95               |  |        |

## Onderdeel uitslagen

### Vliegende ronde
| Rang | Naam               | Land | Tijd   | Punten |
| ---- | ------------------ | ---- | ------ | ------ |
| 1    | Laura Trott        | GBR  | 14.057 | 1      |
| 2    | Clara Sanchez      | FRA  | 14.058 | 2      |
| 3    | Annette Edmondson  | AUS  | 14.261 | 3      |
| 4    | Kirsten Wild       | NED  | 14.335 | 4      |
| 5    | Sarah Hammer       | USA  | 14.369 | 5      |
| 6    | Leire Olaberria    | ESP  | 14.463 | 6      |
| 7    | Tara Whitten       | CAN  | 14.516 | 7      |
| 8    | Marlies Mejias     | CUB  | 14.554 | 8      |
| 9    | Huang Li           | CHN  | 14.571 | 9      |
| 10   | Jolien D'Hoore     | BEL  | 14.594 | 10     |
| 11   | Hsiao Mei-yu       | TPE  | 14.662 | 11     |
| 12   | Tatsiana Sharakova | BLR  | 14.701 | 12     |
| 13   | Malgorzata Wojtyra | POL  | 14.754 | 13     |
| 14   | Lee Min-Hye        | KOR  | 14.793 | 14     |
| 15   | Evgenia Romanyuta  | RUS  | 14.909 | 15     |
| 16   | Jo Kiesanowski     | NZL  | 14.924 | 16     |
| 17   | Angie González     | VEN  | 15.115 | 17     |
| 18   | María Luisa Calle  | COL  | 15.559 | 18     |

### Puntenkoers
| Rang | Naam               | Renner | Ronde | Verdiende punten | Punten |
| ---- | ------------------ | ------ | ----- | ---------------- | ------ |
| 1    | Malgorzata Wojtyra | POL    | +1    | 34               | 1      |
| 2    | Tatsiana Sharakova | BLR    | +1    | 28               | 2      |
| 3    | Tara Whitten       | CAN    | +1    | 28               | 3      |
| 4    | Jolien D'Hoore     | BEL    | +1    | 25               | 4      |
| 5    | Sarah Hammer       | USA    | +1    | 25               | 5      |
| 6    | Evgenia Romanyuta  | RUS    | +1    | 24               | 6      |
| 7    | Jo Kiesanowski     | NZL    | +1    | 22               | 7      |
| 8    | María Luisa Calle  | COL    | +1    | 22               | 8      |
| 9    | Angie González     | VEN    | +1    | 20               | 9      |
| 10   | Laura Trott        | GBR    | 0     | 14               | 10     |
| 11   | Annette Edmondson  | AUS    | 0     | 10               | 11     |
| 12   | Marlies Mejias     | CUB    | 0     | 4                | 12     |
| 13   | Leire Olaberria    | ESP    | 0     | 3                | 13     |
| 14   | Lee Min-Hye        | KOR    | 0     | 3                | 14     |
| 15   | Huang Li           | CHN    | 0     | 2                | 15     |
| 16   | Kirsten Wild       | NED    | 0     | 2                | 16     |
| 17   | Hsiao Mei-yu       | TPE    | 0     | 2                | 17     |
| 18   | Clara Sanchez      | FRA    | 0     | 0                | 18     |

### Afvalkoers
| Rang | Naam               | Land | Punten |
| ---- | ------------------ | ---- | ------ |
| 1    | Laura Trott        | GBR  | 1      |
| 2    | Sarah Hammer       | USA  | 2      |
| 3    | Annette Edmondson  | AUS  | 3      |
| 4    | Evgenia Romanyuta  | RUS  | 4      |
| 5    | Kirsten Wild       | NED  | 5      |
| 6    | Jolien D'Hoore     | BEL  | 6      |
| 7    | Jo Kiesanowski     | NZL  | 7      |
| 8    | Tara Whitten       | CAN  | 8      |
| 9    | Marlies Mejias     | CUB  | 9      |
| 10   | Malgorzata Wojtyra | POL  | 10     |
| 11   | Lee Min-Hye        | KOR  | 11     |
| 12   | Leire Olaberria    | ESP  | 12     |
| 13   | Clara Sanchez      | FRA  | 13     |
| 14   | María Luisa Calle  | COL  | 14     |
| 15   | Tatsiana Sharakova | BLR  | 15     |
| 16   | Huang Li           | CHN  | 16     |
| 17   | Hsiao Mei-yu       | TPE  | 17     |
| 18   | Angie González     | VEN  | 18     |

### Individuele achtervolging
| Rang | Naam               | Land | Tijd     | Punten |
| ---- | ------------------ | ---- | -------- | ------ |
| 1    | Sarah Hammer       | USA  | 3:29.554 | 1      |
| 2    | Laura Trott        | GBR  | 3:30.547 | 2      |
| 3    | Tara Whitten       | CAN  | 3:31.114 | 3      |
| 4    | Annette Edmondson  | AUS  | 3:35.958 | 4      |
| 5    | Tatsiana Sharakova | BLR  | 3:38.301 | 5      |
| 6    | Kirsten Wild       | NED  | 3:39.741 | 6      |
| 7    | María Luisa Calle  | COL  | 3:40.349 | 7      |
| 8    | Jolien D'Hoore     | BEL  | 3:41.495 | 8      |
| 9    | Marlies Mejias     | CUB  | 3:41.897 | 9      |
| 10   | Evgenia Romanyuta  | RUS  | 3:42.301 | 10     |
| 11   | Jo Kiesanowski     | NZL  | 3:44.971 | 11     |
| 12   | Malgorzata Wojtyra | POL  | 3:45.083 | 12     |
| 13   | Huang Li           | CHN  | 3:45.610 | 13     |
| 14   | Leire Olaberria    | ESP  | 3:46.317 | 14     |
| 15   | Lee Min-Hye        | KOR  | 3:46.871 | 15     |
| 16   | Hsiao Mei-yu       | TPE  | 3:49.051 | 16     |
| 17   | Angie González     | VEN  | 3:54.926 | 17     |
| 18   | Clara Sanchez      | FRA  | 3:56.800 | 18     |

### Scratch
| Rang | Naam               | Land | Achterstand | Punten |
| ---- | ------------------ | ---- | ----------- | ------ |
| 1    | Annette Edmondson  | AUS  | 0           | 1      |
| 2    | Sarah Hammer       | USA  | 0           | 2      |
| 3    | Laura Trott        | GBR  | 0           | 3      |
| 4    | Kirsten Wild       | NED  | 0           | 4      |
| 5    | Jolien D'Hoore     | BEL  | 0           | 5      |
| 6    | Tara Whitten       | CAN  | 0           | 6      |
| 7    | Jo Kiesanowski     | NZL  | 0           | 7      |
| 8    | Huang Li           | CHN  | 0           | 8      |
| 9    | Lee Min-Hye        | KOR  | 0           | 9      |
| 10   | Evgenia Romanyuta  | RUS  | 0           | 10     |
| 11   | María Luisa Calle  | COL  | 0           | 11     |
| 12   | Tatsiana Sharakova | BLR  | 0           | 12     |
| 13   | Malgorzata Wojtyra | POL  | 0           | 13     |
| 14   | Marlies Mejias     | CUB  | 0           | 14     |
| 15   | Hsiao Mei-yu       | TPE  | 0           | 15     |
| 16   | Leire Olaberria    | ESP  | 0           | 16     |
| 17   | Angie González     | VEN  | 0           | 17     |
| 18   | Clara Sanchez      | FRA  | 0           | 18     |

### Tijdrit
| Rang | Naam               | Land | Tijd   | Punten |
| ---- | ------------------ | ---- | ------ | ------ |
| 1    | Laura Trott        | GBR  | 35.110 | 1      |
| 2    | Annette Edmondson  | AUS  | 35.140 | 2      |
| 3    | Clara Sanchez      | FRA  | 35.451 | 3      |
| 4    | Sarah Hammer       | USA  | 35.900 | 4      |
| 5    | Marlies Mejias     | CUB  | 35.912 | 5      |
| 6    | Huang Li           | CHN  | 36.315 | 6      |
| 7    | Jo Kiesanowski     | NZL  | 36.360 | 7      |
| 8    | Leire Olaberria    | ESP  | 36.393 | 8      |
| 9    | Hsiao Mei-yu       | TPE  | 36.482 | 9      |
| 10   | Tara Whitten       | CAN  | 36.509 | 10     |
| 11   | Lee Min-Hye        | KOR  | 36.547 | 11     |
| 12   | Jolien D'Hoore     | BEL  | 36.585 | 12     |
| 13   | Tatsiana Sharakova | BLR  | 36.748 | 13     |
| 14   | Malgorzata Wojtyra | POL  | 36.790 | 14     |
| 15   | Kirsten Wild       | NED  | 37.152 | 15     |
| 16   | Evgenia Romanyuta  | RUS  | 37.308 | 16     |
| 17   | Angie González     | VEN  | 37.578 | 17     |
| 18   | María Luisa Calle  | COL  | 37.937 | 18     |

2012: Laura Trott · 
2016: Laura Trott · 
2020: Jennifer Valente ·
2024: Jennifer Valente